# 因蘇拉

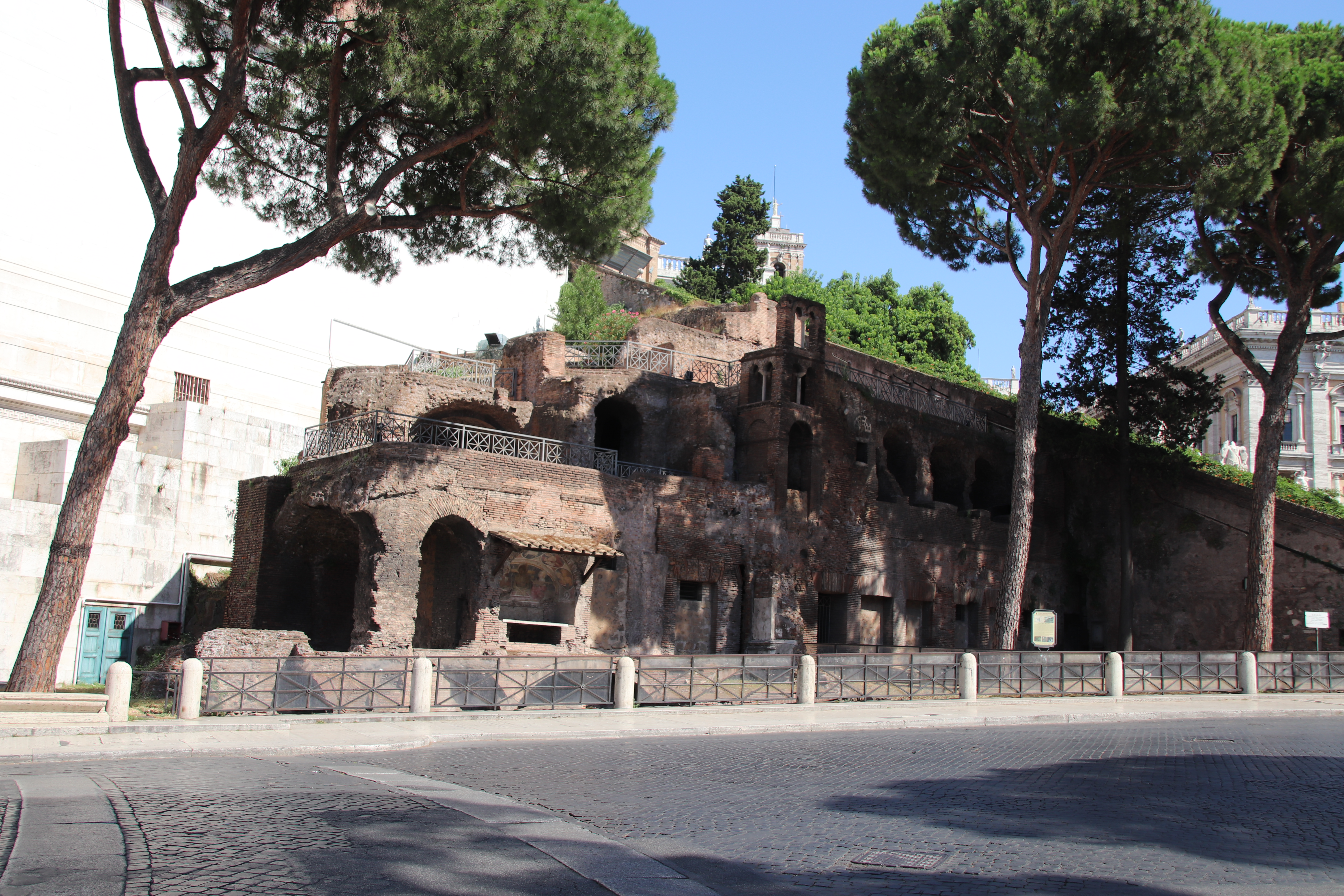
羅馬卡比托利歐山及天壇聖母堂附近的聖壇因蘇拉遺跡

因蘇拉（拉丁語：insula，意為「島嶼」）在古羅馬建築中有兩種含義，一是一種公寓，二是街區類型的一種。本文專述第一種定義。
在羅馬帝國初期，居住在因蘇拉的人口約有80至100萬人，佔羅馬大部分都市人口:318。因蘇拉的居民從中下層的平民至中上層的騎士階級，包括了多種不同階層。
傳統精英和非常富裕的人居住在多姆斯。因蘇拉和多姆斯這兩種住宅在城市中混在，並不隔離。類似現代公寓，因蘇拉的一層通常作為商舖使用，而二層以上部分則是居住空間。因蘇拉可能有自己的名稱，通常取自於建築的所有者。因蘇拉的所有者通常是富裕階級，甚至可能是羅馬元老院成員:318。一棟因蘇拉也可能由多人所有。如西塞羅就擁有一棟因蘇拉八分之一的產權，佔其收入的八分之一:318。

## 結構

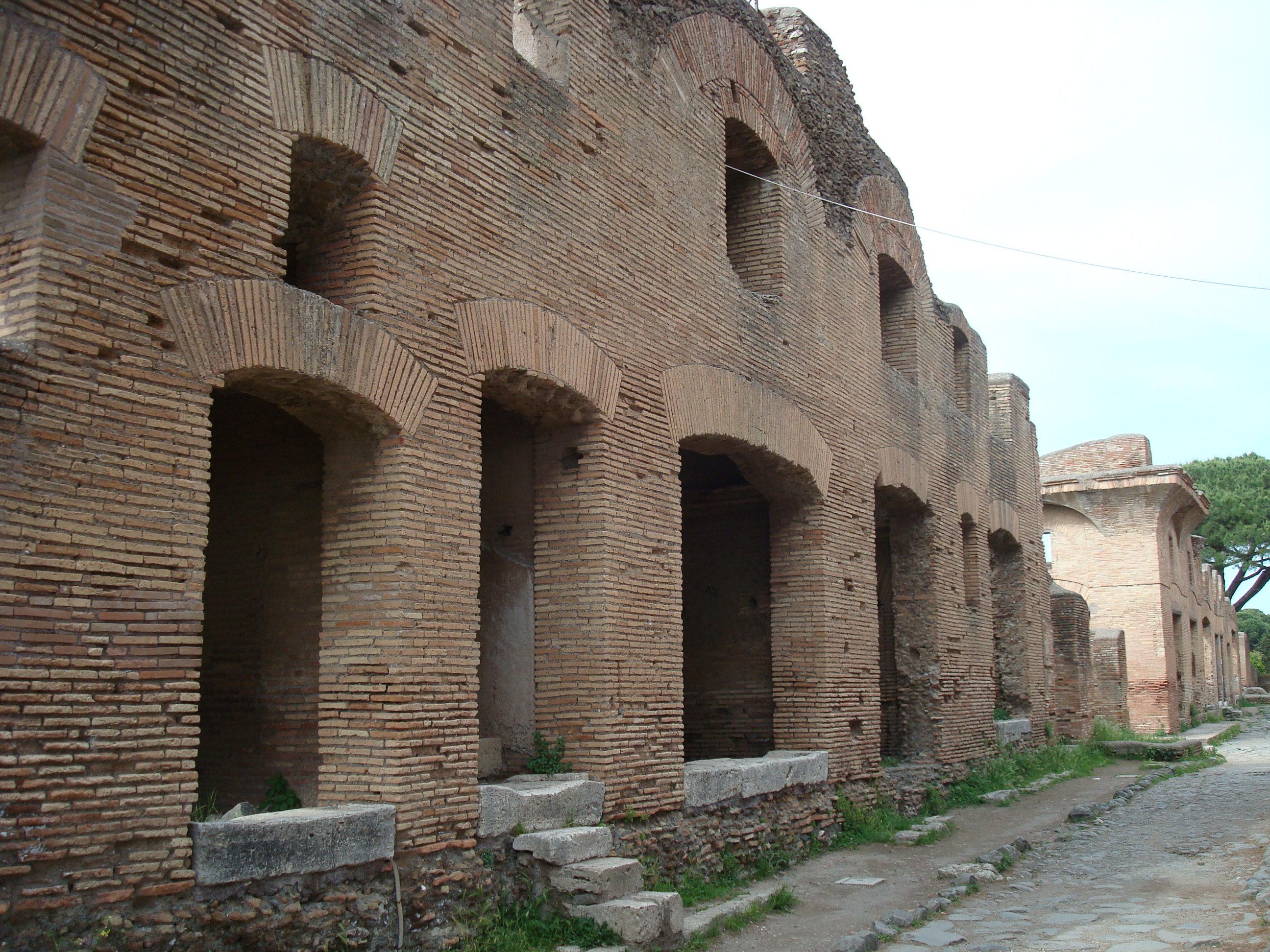
港灣都市奧斯提亞安提卡的一座2世紀因蘇拉遺跡

斯特拉波提到因蘇拉和多姆斯類似，擁有供水和衛生設施。但為削減成本，因蘇拉大多使用廉價材料，因此建築品質欠佳。因蘇拉的材料包括木材、泥磚、羅馬混凝土，容易起火或倒塌。馬庫斯·李錫尼·克拉蘇熱衷於不動產，並且擁有多棟因蘇拉。西塞羅曾記載他很開心能從一座新的公寓收取比倒塌的公寓更高的租金。由於安全原因，頂層是因蘇拉最缺乏人氣的樓層，房租亦因此比其他樓層更便宜。
在奧古斯都實施限高20米的限制之前，因蘇拉可以修建至9層。弗拉米尼烏斯廣場附近曾有一棟大型因蘇拉。早期基督教作家特土良曾將這棟因蘇拉和上帝之家比較，譴責高層建築的傲慢。一棟典型的因蘇拉可以在3,600 sq ft（330 m2）容納超過40人。羅馬現存唯一的因蘇拉遺跡是五層高的聖壇因蘇拉。這座建築修建於2世紀，位於卡比托利歐山山麓。
羅馬之外的因蘇拉遺跡位於奧斯提亞安提卡，保留有二至三世紀因蘇拉的細節。奧斯提亞安提卡的因蘇拉結構頗為獨特，屬於高檔因蘇拉:320。平面圖使人們可以確認這些高檔因蘇拉的結構。首先因蘇拉有一矩形的起居空間，稱為「medianum」，連通其它房間。連接的接待室大小不同，有的再分為兩個獨立房間，但亦有整合為一的情況:321。大玻璃窗發揮了採光功能，大多面向花園、院子或街道:320。和「medianum」相鄰的是cubiculī（臥室），大多有兩個:322。奧斯提亞安提卡更大的因蘇拉遺跡顯示上層部分可能有廚房、衛生間，甚至自來水系統:321。
奧斯提亞安提卡還發現了僅有二至四個房間，由較低階層居住的因蘇拉。在羅馬卡比托利歐山亦發現了類似類型的因蘇拉。廁所和飲用水在這種因蘇拉屬於共用設施。這種面向下層階級的因蘇拉可能主要用短期居住者和流動工人使用:322。

## 限制
由於火災和倒塌的危險，奧古斯都將因蘇拉的高度限制在20.7米:318。在64年羅馬大火之後，尼祿亦對因蘇拉進行高度限制。圖拉真又將高度限制進一步縮減至17.75米。據4世紀時的記錄，羅馬大約有4.2萬至4.6萬棟因蘇拉。3世紀晚期時，羅馬僅有1,790棟多姆斯。因蘇拉的數量亦被用於人口學研究。

## 外部連結
- Photo of Insulae in Ostia
- Model of another insula in Ostia
- Insula 9, an excavation of a Pompeii insula
- Roman apartment building